# (1317) Silvretta
(1317) Silvretta – planetoida z pasa głównego asteroid okrążająca Słońce w ciągu 5 lat i 260 dni w średniej odległości 3,19 au. Została odkryta 1 września 1935 roku w Landessternwarte Heidelberg-Königstuhl w Heidelbergu przez Karla Reinmutha. Nazwa planetoidy pochodzi od Silvretty, masywu górskiego w Alpach Centralnych. Przed nadaniem nazwy planetoida nosiła oznaczenie tymczasowe (1317) 1935 RC.